# Olympische Sommerspiele 1980/Teilnehmer (Äthiopien)
| Gelbes Symbol für Goldmedaillen mit stilisierten Olympischen Ringen | Graues Symbol für Silbermedaillen mit stilisierten Olympischen Ringen | Braundes Symbol für Bronzemedaillen mit stilisierten Olympischen Ringen |
| ------------------------------------------------------------------- | --------------------------------------------------------------------- | ----------------------------------------------------------------------- |
| 2                                                                   | —                                                                     | 2                                                                       |

Äthiopien nahm an den Olympischen Sommerspielen 1980 in Moskau mit einer Delegation von 41 Athleten (39 Männer und 2 Frauen) an 26 Wettkämpfen in drei Sportarten teil.
Der Leichtathlet Miruts Yifter wurde sowohl über 5000 Meter als auch über 10.000 Meter Olympiasieger. Die beiden übrigen Medaillen, beides Bronzemedaillen, sicherten sich die Leichtathleten Mohamed Kedir über 10.000 Meter und Eshetu Tura über 3000 Meter Hindernis.

## Teilnehmer nach Sportarten

### Boxen
- Beruk Asafaw
Halbfliegengewicht: in der 1. Runde ausgeschieden

- Hassan Sherif
Fliegengewicht: im Achtelfinale ausgeschieden

- Ayele Mohamed
Bantamgewicht: im Achtelfinale ausgeschieden

- Leoul Neeraio
Federgewicht: im Achtelfinale ausgeschieden

- Tadesse Haile
Leichtgewicht: in der 1. Runde ausgeschieden

- Ebrahim Saide
Halbweltergewicht: in der 1. Runde ausgeschieden

- Kebede Sahilu
Weltergewicht: im Achtelfinale ausgeschieden

- Seifu Retta
Halbmittelgewicht: in der 1. Runde ausgeschieden

### Leichtathletik
Männer
- Besha Tuffa
100 m: im Vorlauf ausgeschieden
200 m: im Vorlauf ausgeschieden
4-mal-400-Meter-Staffel: im Vorlauf ausgeschieden

- Asfaw Deble
400 m: im Vorlauf ausgeschieden
4-mal-400-Meter-Staffel: im Vorlauf ausgeschieden

- Nigusse Bekele
800 m: im Vorlauf ausgeschieden
1500 m: im Vorlauf ausgeschieden

- Abebe Zerihun
800 m: im Vorlauf ausgeschieden

- Atre Bezabeh
800 m: im Vorlauf ausgeschieden
4-mal-400-Meter-Staffel: im Vorlauf ausgeschieden

- Haile Zeru
1500 m: im Vorlauf ausgeschieden

- Kassa Balcha
1500 m: im Vorlauf ausgeschieden

- Miruts Yifter
5000 m: Gold 
10.000 m: Gold

- Yohannes Mohamed
5000 m: 10. Platz

- Mohamed Kedir
5000 m: 12. Platz
10.000 m: Bronze

- Tolossa Kotu
10.000 m: 4. Platz

- Dereje Nedi
Marathon: 7. Platz

- Moges Alemayehu
Marathon: 24. Platz

- Kebede Balcha
Marathon: Rennen nicht beendet

- Eshetu Tura
3000 m Hindernis: Bronze

- Hailu Wolde-Tsadik
3000 m Hindernis: im Halbfinale ausgeschieden

- Girma Wolde-Hana
3000 m Hindernis: im Vorlauf ausgeschieden

- Kumela Fituma
4-mal-400-Meter-Staffel: im Vorlauf ausgeschieden

- Hunde Toure
20 km Gehen: 16. Platz

- Tekeste Mitiku
20 km Gehen: 23. Platz

- Abebe Gessese
Weitsprung: 29. Platz

- Yadessa Kuma
Dreisprung: 21. Platz

- Milkessa Chalchisa
Speerwurf: 18. Platz

Frauen
- Fantaye Sirak
800 m: im Vorlauf ausgeschieden

- Amsale Woldegibriel
1500 m: im Vorlauf ausgeschieden

### Radsport
- Zeragaber Gebrehiwot
Straßenrennen: Rennen nicht beendet

- Jemal Rogora
Straßenrennen: Rennen nicht beendet

- Tilahun Woldesenbet
Straßenrennen: Rennen nicht beendet

- Musse Yohannes
Straßenrennen: Rennen nicht beendet

- Haile Micael Kedir
Mannschaftszeitfahren: 23. Platz

- Ayele Mekonnen
Mannschaftszeitfahren: 23. Platz

- Tadesse Mekonnen
Mannschaftszeitfahren: 23. Platz

- Tilahun Alemayehu
Mannschaftszeitfahren: 23. Platz